# 定食

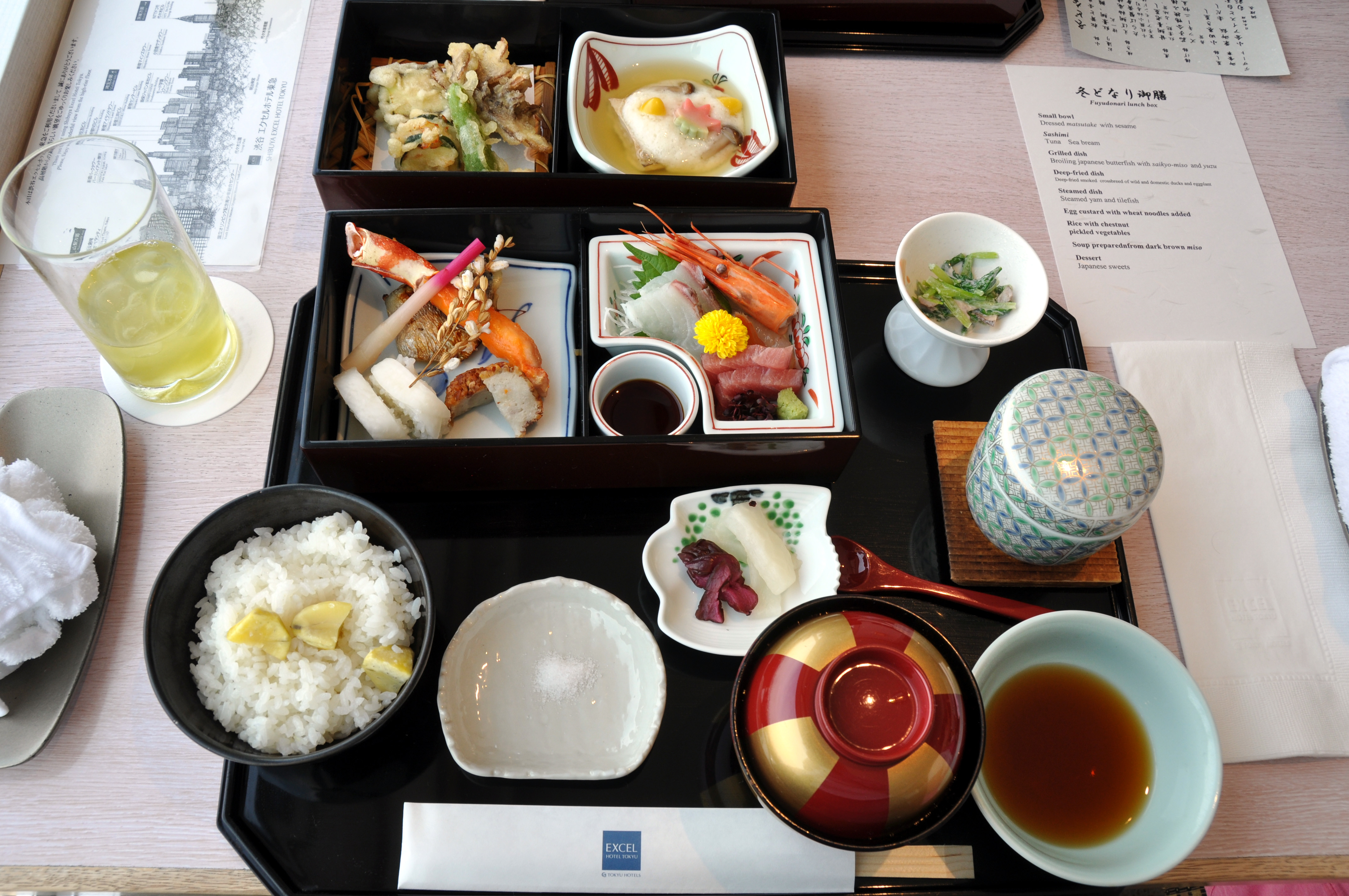
日本料理の定食

定食（ていしょく）は、飲食店等における料理の提供形態の1つ。複数の定まった料理を提供するもの。コース（course）料理やフランス語でmenuムニュともよぶ。セットやコンボ、プレートやワンプレートとも呼ばれ、一定食事献立（いっていしょくじこんだて）の略語とされる。対義語は、「一品料理」や「アラカルト(a la carte)」である。

## 提供場所
- 大衆食堂
- 有職料理は宮殿などで、本膳料理は城などで提供されてきた[3][5]。
- 懐石や会席料理は、料亭や割烹、また待合やお茶屋などで提供される[3][5]。
- オートキュイジーヌやヌーベルキュイジーヌは、レストランやホテル、オーベルジュや宮殿などで提供される[6]。
  - フランスにおいてターブル・ドート(Table d'hôte)というものがある。定食そのものと、この定食を提供するテーブル、定食屋やホテルまでを指す語。18世紀末までは酒の出ない外食といえばここであった。この定食は基本的に決まり切ったメニューで、日替わりがあったとしても毎日1種類のみ。19世紀になると徐々に高級路線の店も出始め、選択の余地ができるようになった[7]。
- ファストフードでもハンバーガーとフライドポテトのようにセットメニューがある[8]。

## 種類
様々な料理が定食やコース料理、セットメニューとして提供されている。下記は一例である。

### 例
- ラーメンライス、満漢全席
- オートキュイジーヌ、ヌーベルキュイジーヌ
- ヌーベルシノワ、広東料理、北京料理
- トルコ料理
- インド料理
- 御節料理、有職料理、本膳料理、懐石料理、会席料理、普茶料理、卓袱料理
- 韓定食

## 参考画像

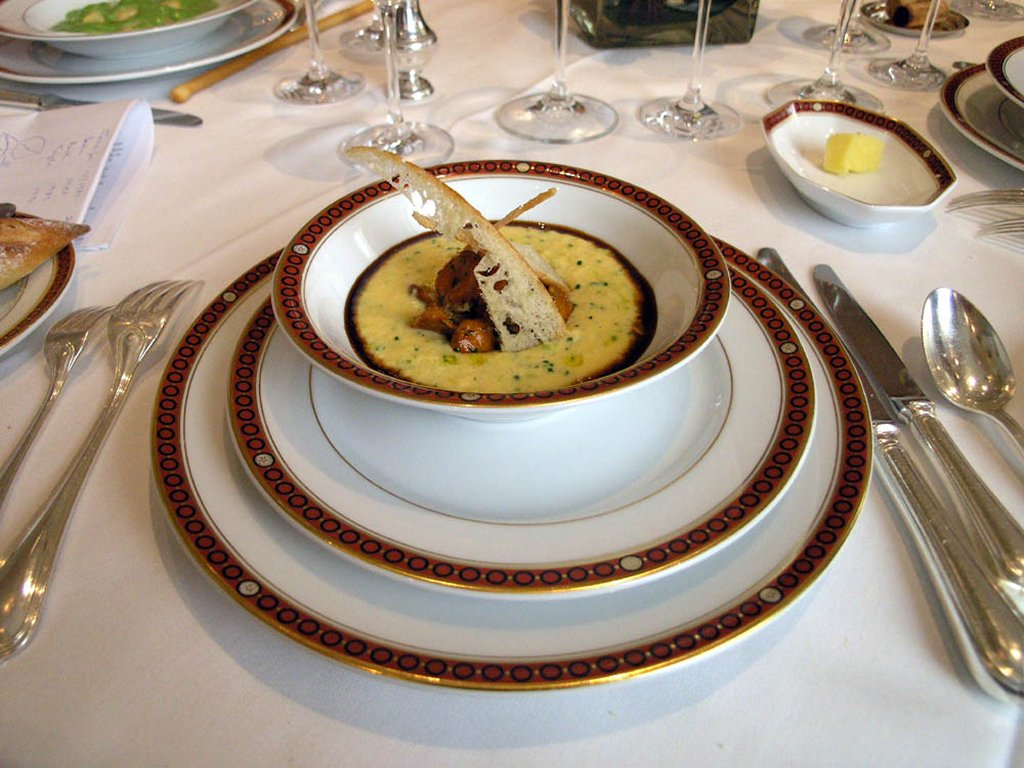
オートキュイジーヌの例
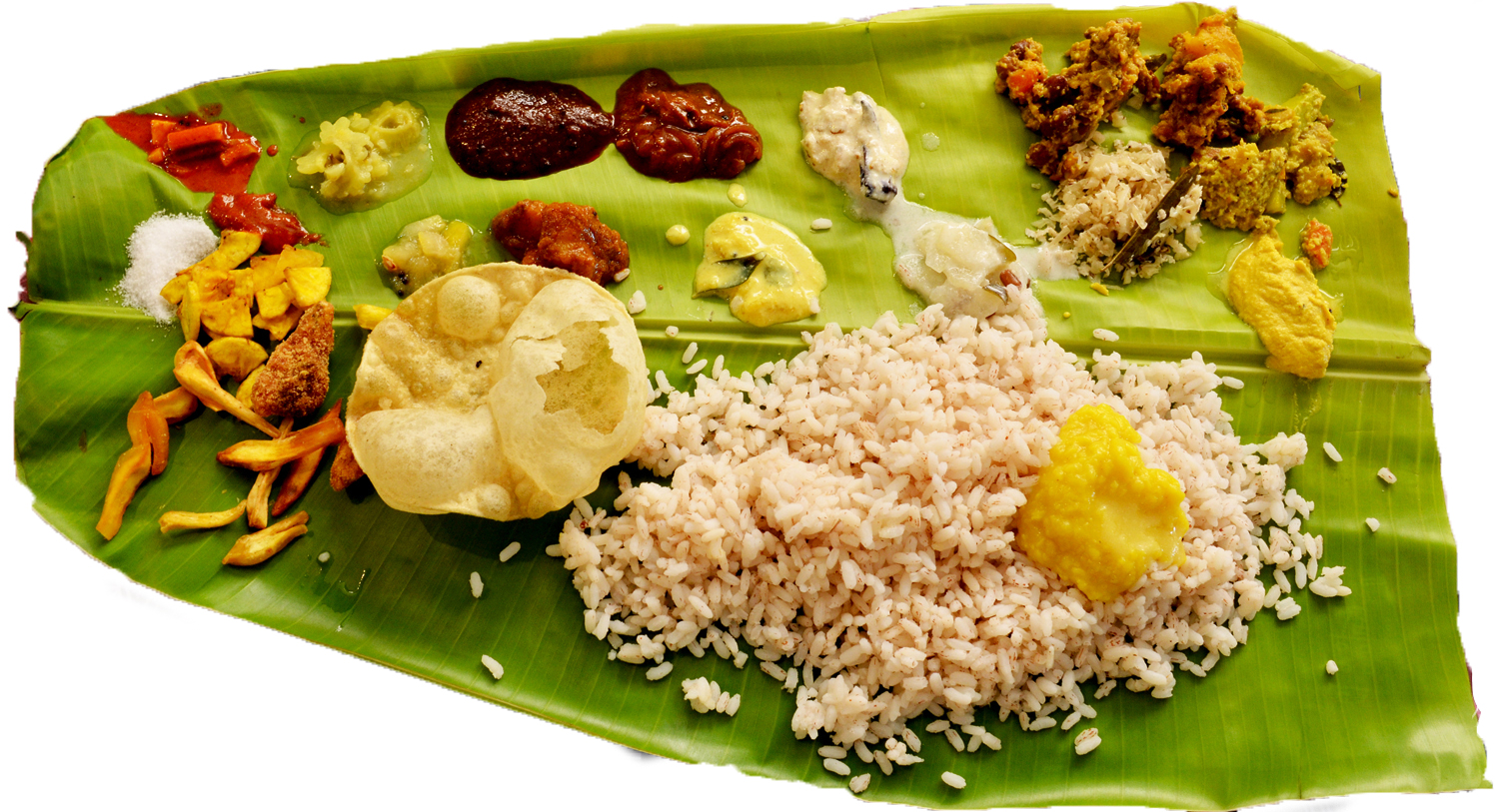
インドケーララのサジャ
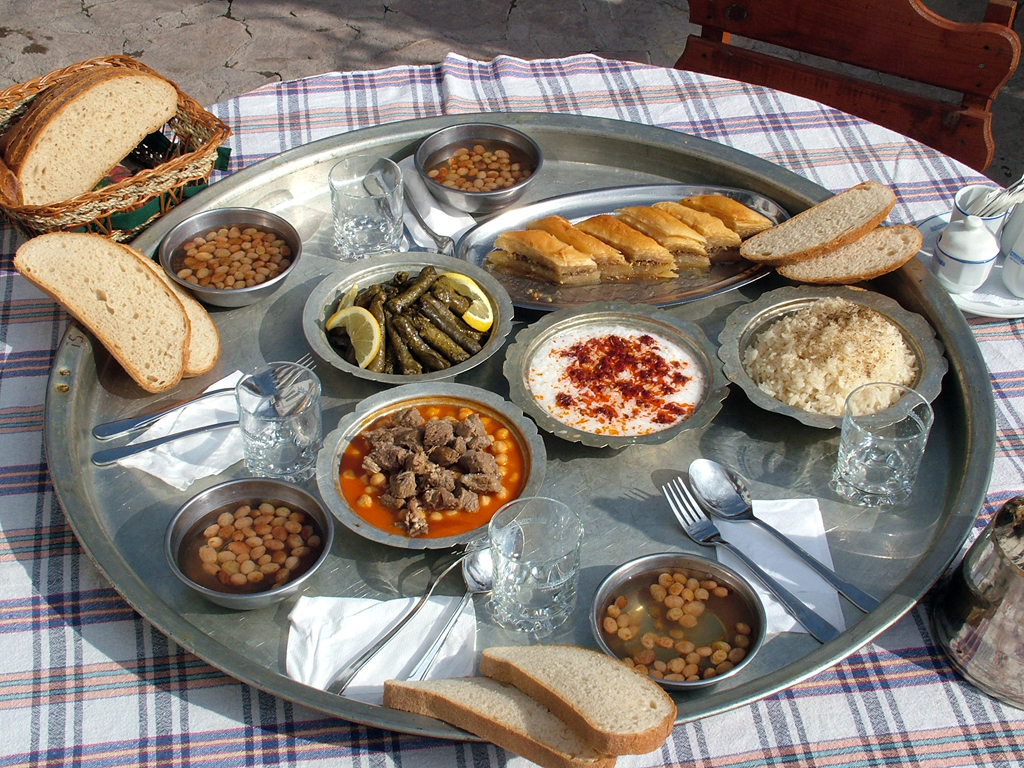
トルコ料理